# 納氏異齒䲁
纳氏异齿鳚（学名：Ecsenius namiyei），又稱紅尾無鬚鳚、红尾异齿鳚，为輻鰭魚綱鳚形目鳚科异齿鳚属的鱼类。分布于台湾岛等，常栖息于亚潮间带珊瑚礁1-9米处。该物种的模式产地在Pescadores群岛、台湾。

## 分布
本魚分布于西太平洋區，包括臺灣、菲律賓、印尼、澳洲、所羅門群島等海域。

## 深度
水深1至30公尺。

## 特徵
本魚體延長，無鱗，頭部具觸鬚，眼睛位於頭部上方且略突出，口下位。背鰭長，腹鰭喉位，魚體黑色，尾柄至尾鰭為橘色或紅色，尾鰭鰭條不分支，體長可達11公分。

## 生態
本魚棲息在岩礁區，游泳能力不佳，具領域性，草食性，以藻類為食，產黏著卵。

## 經濟利用
可做為觀賞魚。